# Spiele im alten Japan

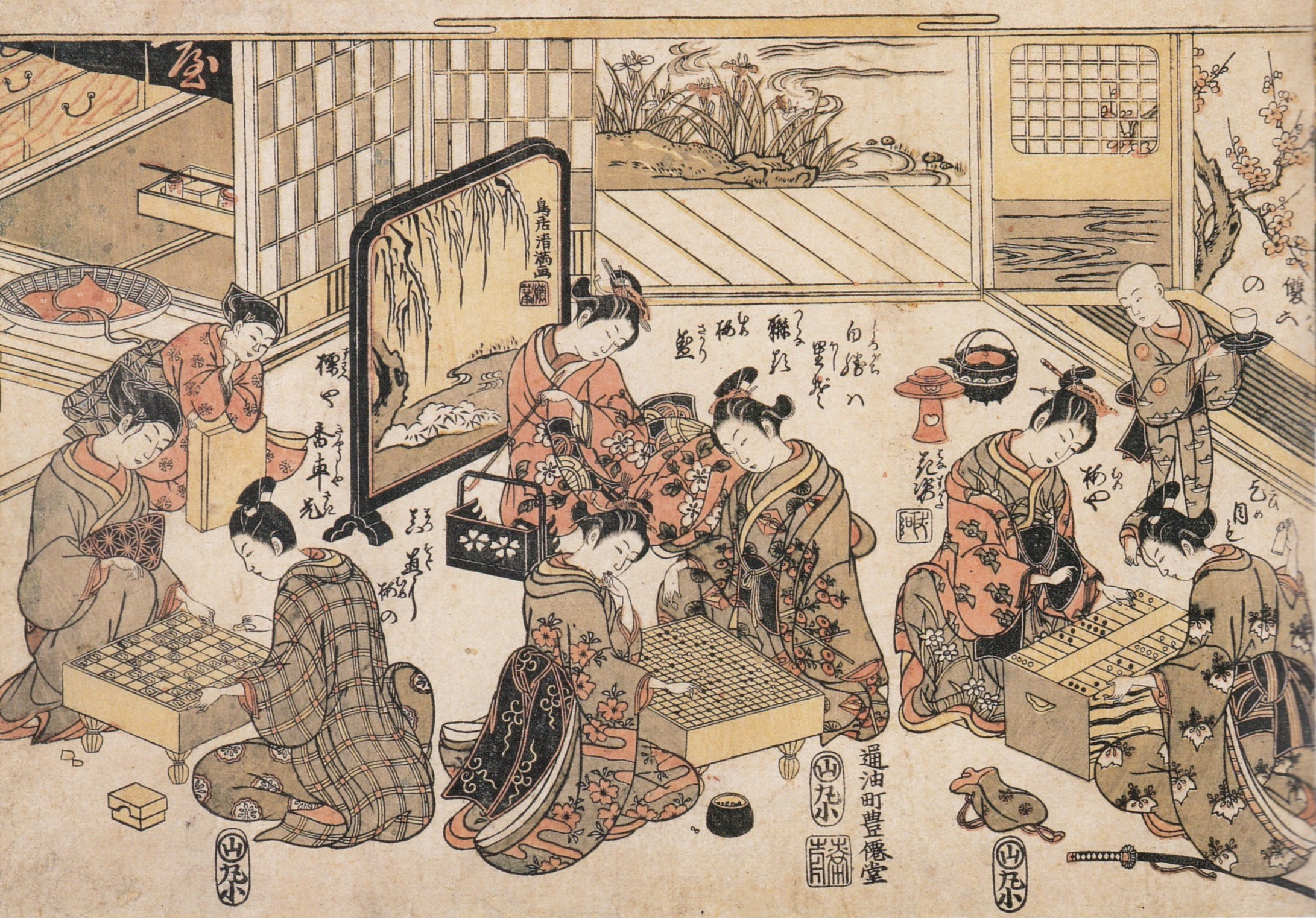
Shōgi, Go und Sugoroku (v.l.n.r) in einem Bildwerk von Torii Kiyonaga

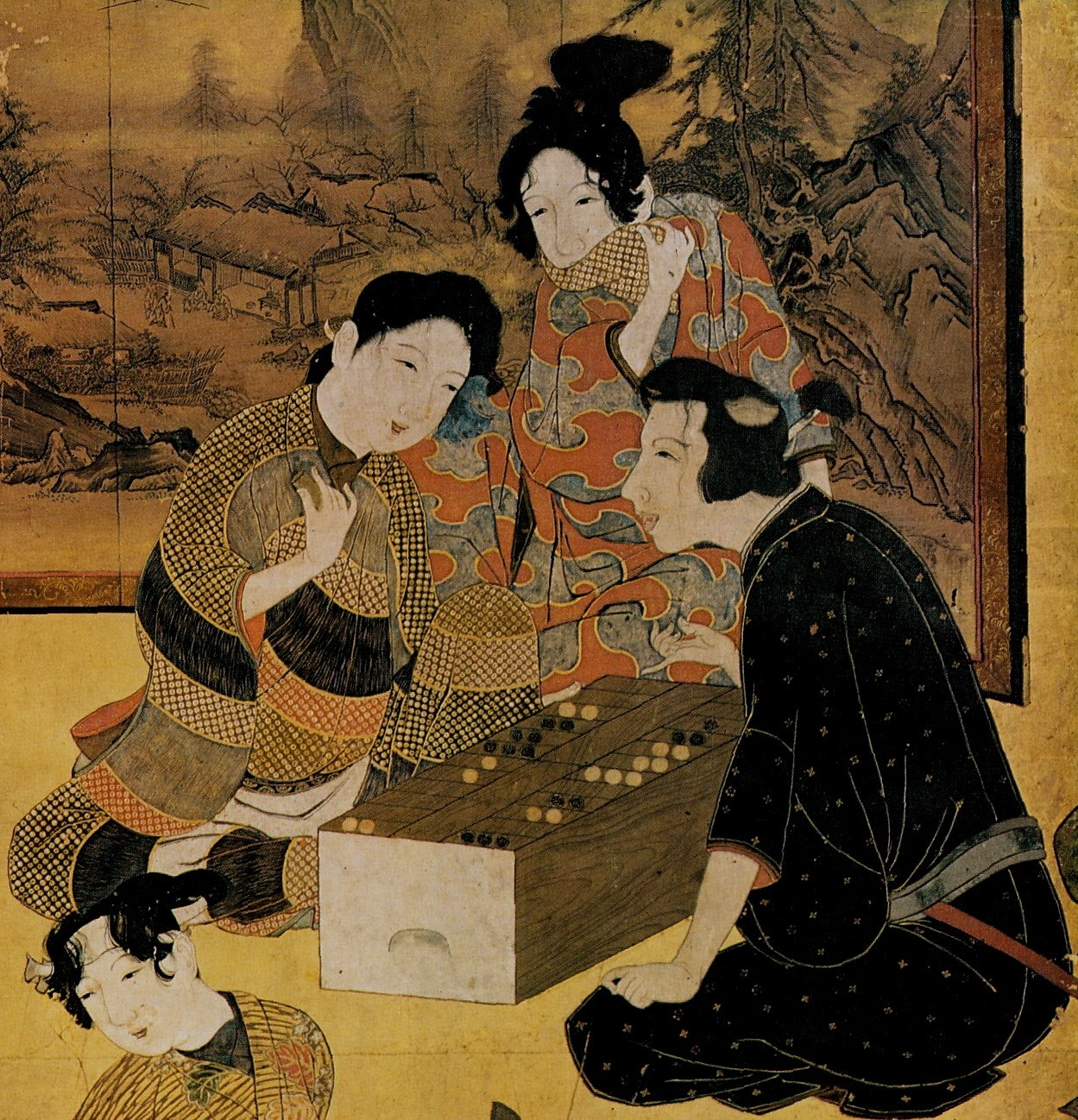
Ban-Sugoroku (Detail aus dem Hikone-Stellschirm)

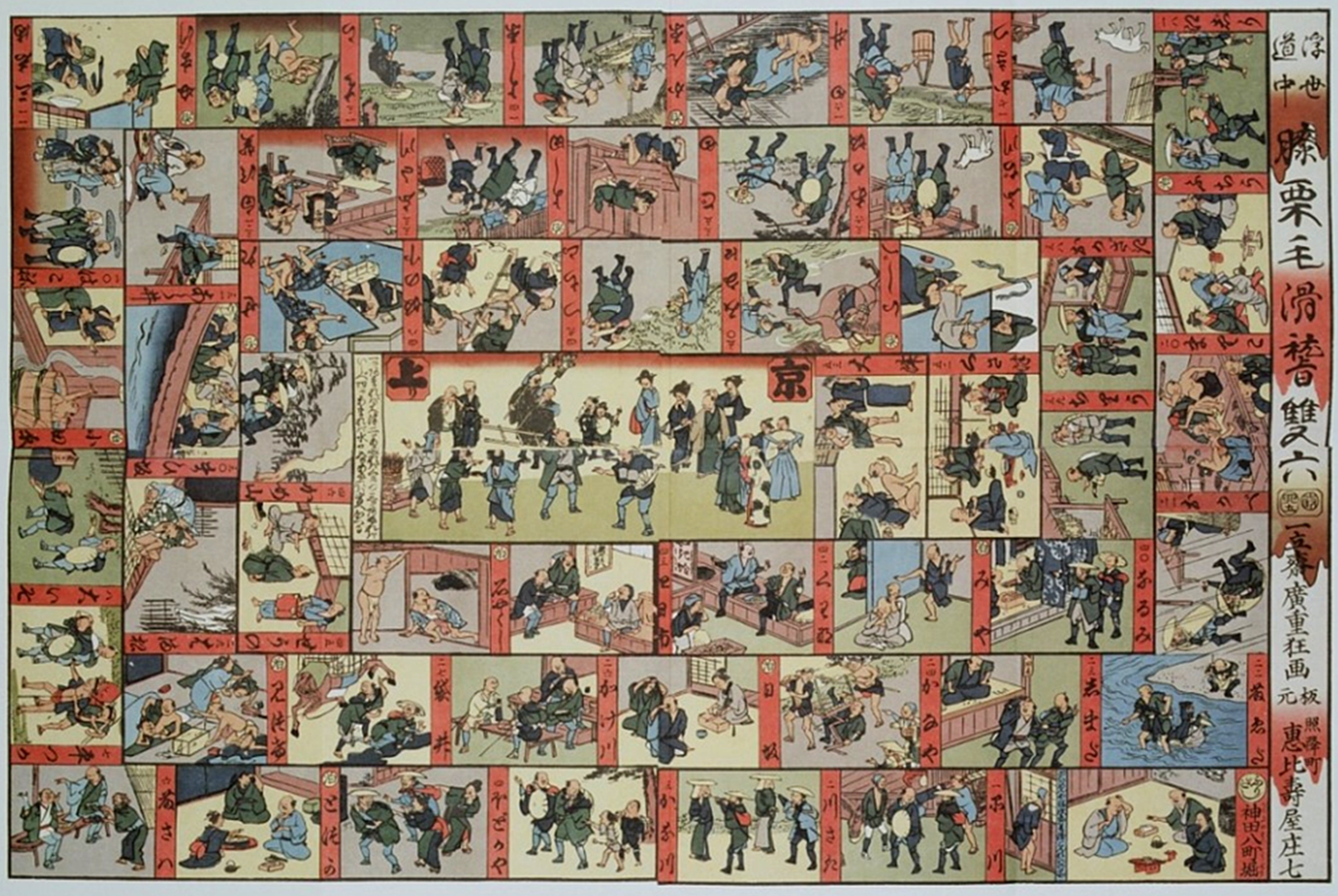
Sugoroku Hizakurige

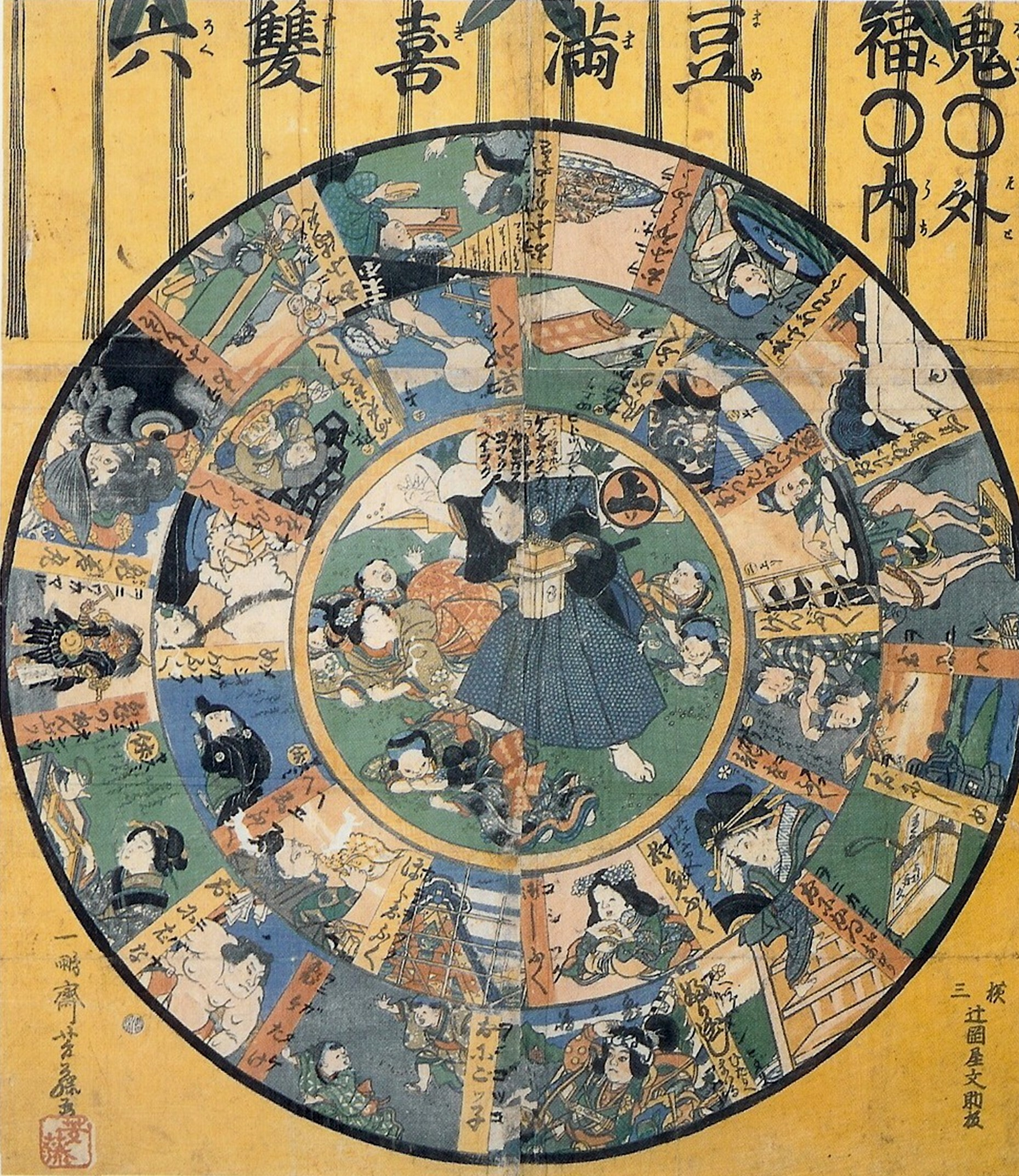
Sugoroku „Bohnen werfen“

Die meisten Spiele im alten Japan (jap. 遊戯, Yūgi), die im Zimmer gespielt wurden, gingen auf Anregungen aus dem Ausland zurück, wurden dann aber oft spezifisch japanisch gestaltet.

## Brettspiele

### Shōgi
Shōgi gehört zur gleichen Familie von Spielen wie das Schachspiel, das indische Chaturanga und das chinesische Xiangqi. Zu den Eigenarten des Shōgi gehört die Möglichkeit der „Beförderung“ von Figuren, die den Startbereich des Gegners erreichen (hierzu wird der Spielstein umgedreht, dessen Rückseite eine stärkere Spielfigur repräsentiert), sowie die Möglichkeit, geschlagene Figuren des Gegners für sich selbst wieder ins Spiel zu bringen.

### Go
Go ist ein Strategiespiel für zwei Spieler. Zwei Spieler setzen abwechselnd gleichwertige Spielsteine auf die Kreuzungspunkte des Spielbretts. Ziel ist es, einen möglichst großen Anteil des Spielfeldes mit geschlossenen Ketten für sich einzunehmen. Formationen gegnerischer Steine werden geschlagen, indem man sie ringsum einschließt. Dabei ergeben sich trotz vergleichsweise einfacher Grundregeln komplexe strategische Möglichkeiten. Von unklarem ostasiatischen Ursprung wurde es in der Edo-Zeit im frühen 17. Jahrhundert von den Shogun-Herrschern stark gefördert und verbreitet sich seit dem 20. Jahrhundert auch außerhalb Ostasiens.

### Sugoroku
Sugoroku (dt. „Ein Paar Sechser“) bezeichnet eine Gruppe japanischer Würfel- und Brettspiele. Im Unterschied zum Ban-suguroku (盤双六) auf einem Holzblock wird das E-sugoroku (絵双六) auf einem Spielplan gespielt. Gemeinsam ist beiden Spielen nur, dass sie mit Würfeln gespielt werden. Beim E-suguroku werden Stationen bis zu einem Ziel abgelaufen. Die beliebtesten E-sugoroku, die Wege abbildeten, waren:
- Dōchū-sugoroku (道中双六, „Reise-Sugoroku“),
- Tōkaidō-sugoroku (東海道双六),
- Hizakurige kokkei[Anm 2]-sugoroku (膝栗毛双六),
- Sampai-sugoroku (参拝双六, „Pilgerreisen-Sugoroku“),
- und Sugoroku zu verschiedenen Gebieten Japans.

Weiter gab es eine ganze Reihe E-sugoroku zu verschiedenen Themen:
- Kichijō-sugoroku (吉祥双六, „gutes-Omen-Sugoroku“),
- Shōbu-sugoroku (勝負双六, „Wettspiel-Sugoroku“),
- Bushō-sugoroku (武将双六, „Feldherren-Sugoroku“),
- Shinshun-sugoroku (新春双六, „Neujahrs-Sugoroku“),
- Shibai-sugoroku (芝居双六, „Theater-Sugoroku“),
- Kyōjun-sugoroku (教順双六),

und andere mehr.

## Kartenspiele

### Hyakunin Isshu Utagaruta
Hyakunin Isshu Utagaruta (百人一首歌加留多) ist ein Spiel auf der Grundlage der Gedichtsammlung Hyakunin Isshu. In einer Variante für Anfänger (Sprichwörter) muss man beim Aufruf hana  yori dango die entsprechende Bildkarte als erster finden und greifen. Die mit „ha“ gekennzeichnete Karte gibt das Sprichwort in Bildform wieder: „Reisklöße sind wichtiger als Kirschblüten.“

### Hanafuda
Wie alle Kartenspiele in Japan geht Hanafuda auf europäische Vorbilder zurück. Man spielt es mit einem Satz von 12 × 4 Karten unterschiedlicher Werte, die den 12 Monaten des Jahres (nach dem Mondkalender) zugeordnet sind. Hier ist der 12. Monat mit der Paulownie (桐, kiri) zu sehen, zusammen mit Herstellervermerken, die auf die Firma Nintendō hinweisen, die hundert Jahre Spielkarten bedruckte, bevor sie den Sprung ins Computerspiele-Zeitalter schaffte.

## Weitere Spiele
Kai-awaseBei Kai-awase (貝合わせ) gilt es, innerhalb eines Satzes von innen bemalten Muscheln Paare zu finden. Es sind sehr kostbare, auf Goldgrund gemalte Bild-Sammlungen erhalten geblieben, die in ebenso kostbaren Behältern aufbewahrt wurden. Als Beispiel sei hier auf ein Paar Muscheln verwiesen, das den Kiefernwaldstreifen Miho zusammen mit dem Fuji im Hintergrund (Miho-no-matsubara) zeigt, eine im alten Japan berühmte Landschaft.
16-Musashi16-Musashi (十六武蔵) ähnelt dem deutschen „Wolf und Schafe“-Spiel.

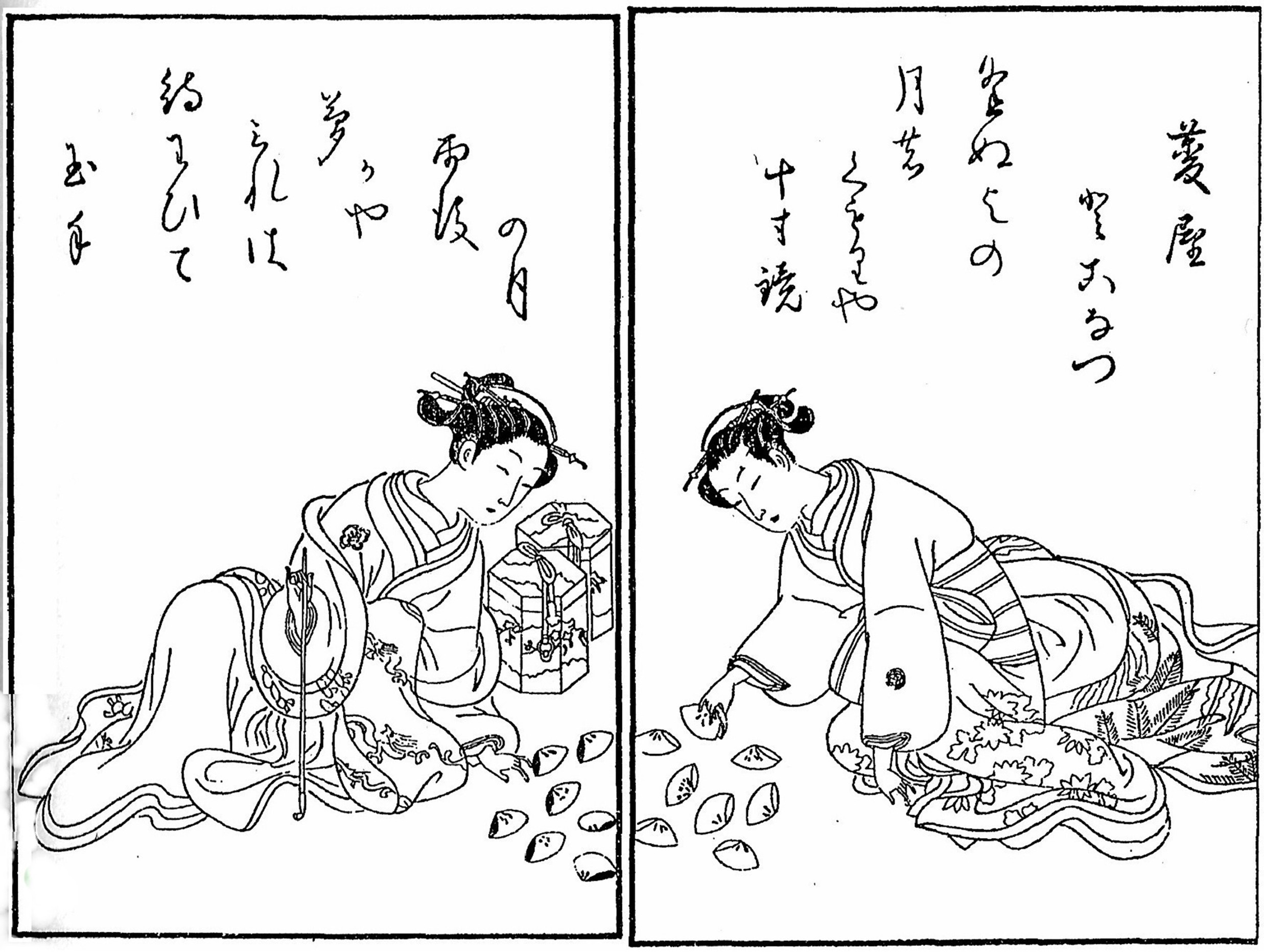
Kai-Awase
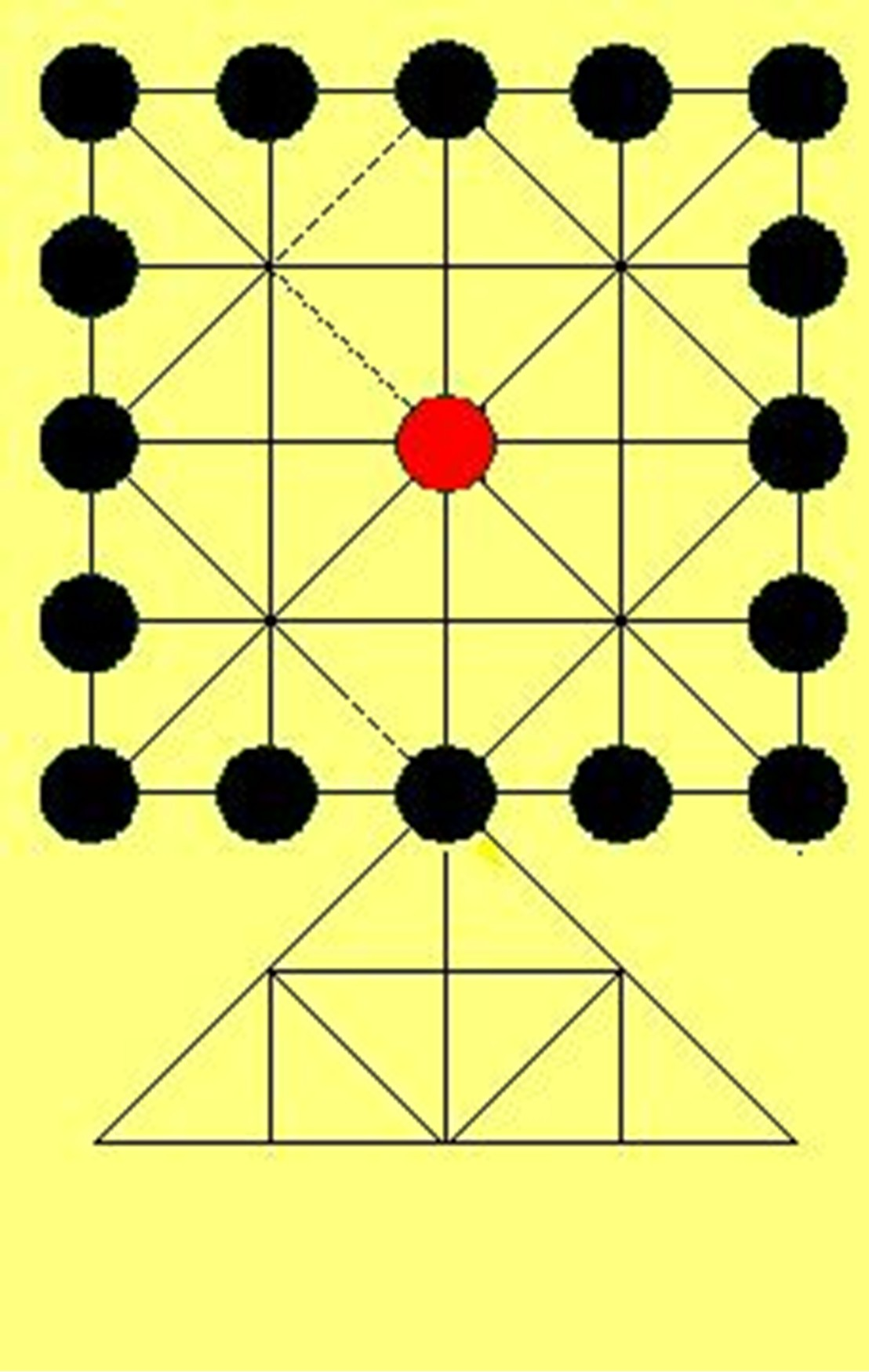
16-Musashi Spielplan
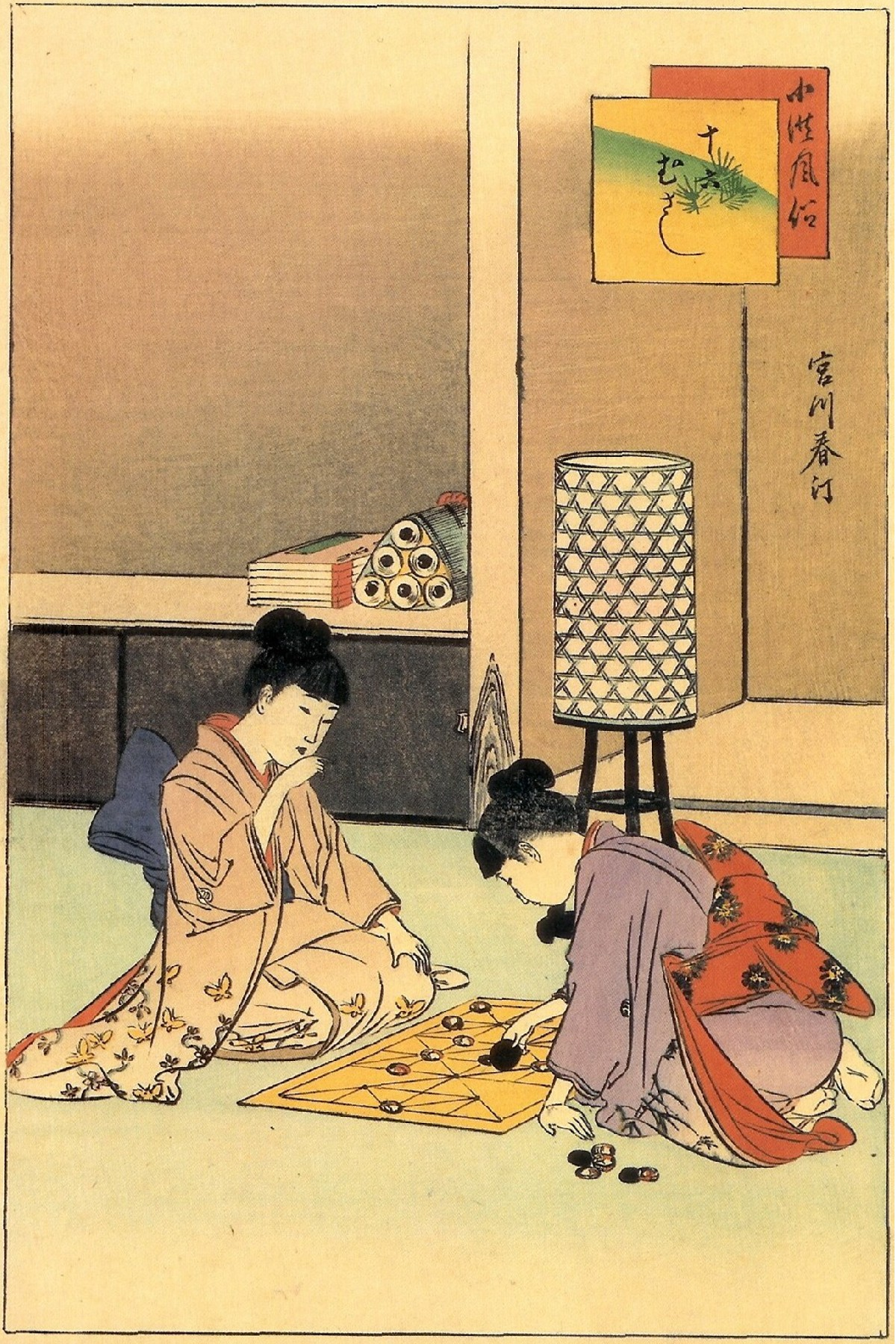
16-Musashi

## Rebus
Das Bilderrätsel, der Rebus, war sehr beliebt in der Edo-Zeit. Als Beispiel sei hier ein Rebus vorgestellt, dem die alten Provinznamen entnommen werden können. In dem Ausschnitt sieht man eine Hand, auf Japanisch te (手), was mit dem beigefügten Dakuten-Diakritika zu einem de wird. Dann sieht man auch noch Zähne, auf Japanisch ha (歯). Dies ergibt zusammen die Provinz Dewa (damalige Buchstabierung: Deha). Korrekt wird die Provinz jedoch anders als 出羽 geschrieben. Man lernt nebenbei, dass die Provinz in 12 Landkreise eingeteilt war.

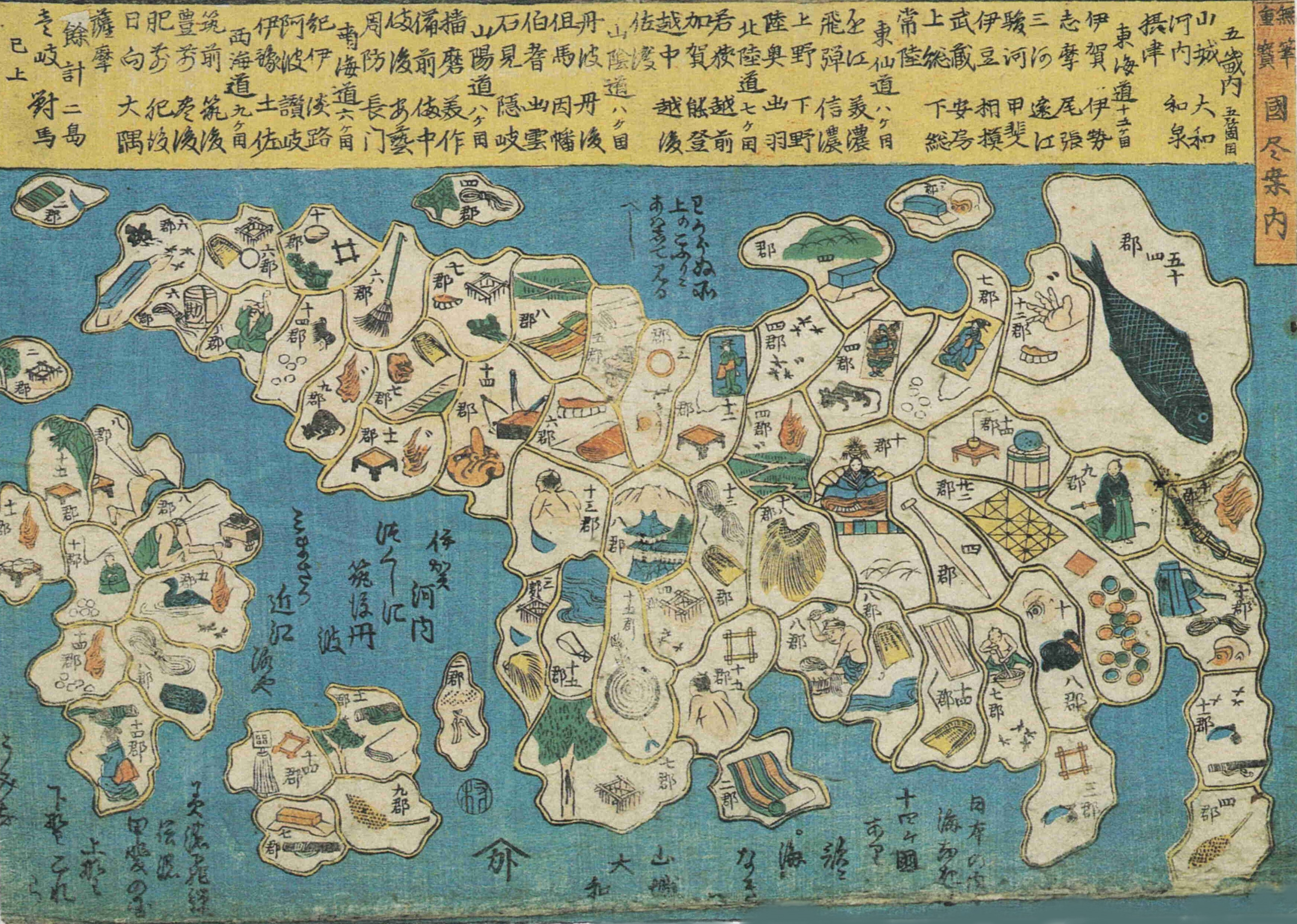
Provinzen als Bilderrätsel
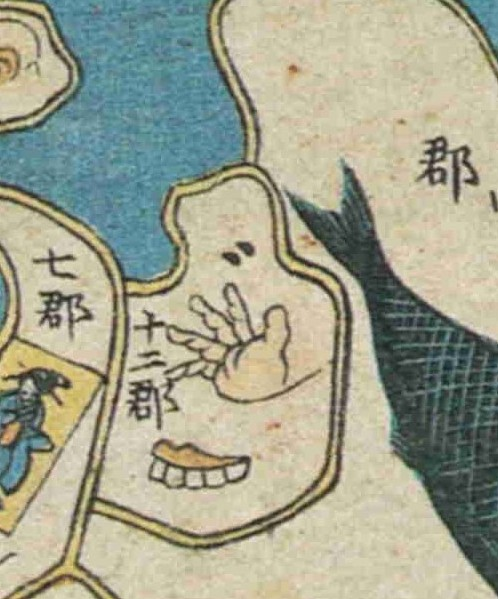
Ausschnitt aus „Dewa no kuni“